# Hymenoclea palmii
Hymenoclea palmii är en fjärilsart som beskrevs av William Beutenmüller 1902. Hymenoclea palmii ingår i släktet Hymenoclea och familjen glasvingar. Inga underarter finns listade i Catalogue of Life.